# Formans
Le Formans [fɔʁmɑ̃]  est une petite rivière française prenant sa source sur le plateau de la Dombes dans le département de l'Ain en région Auvergne-Rhône-Alpes, et se jetant dans la Saône à hauteur de Saint-Bernard et de Trévoux.

## Géographie

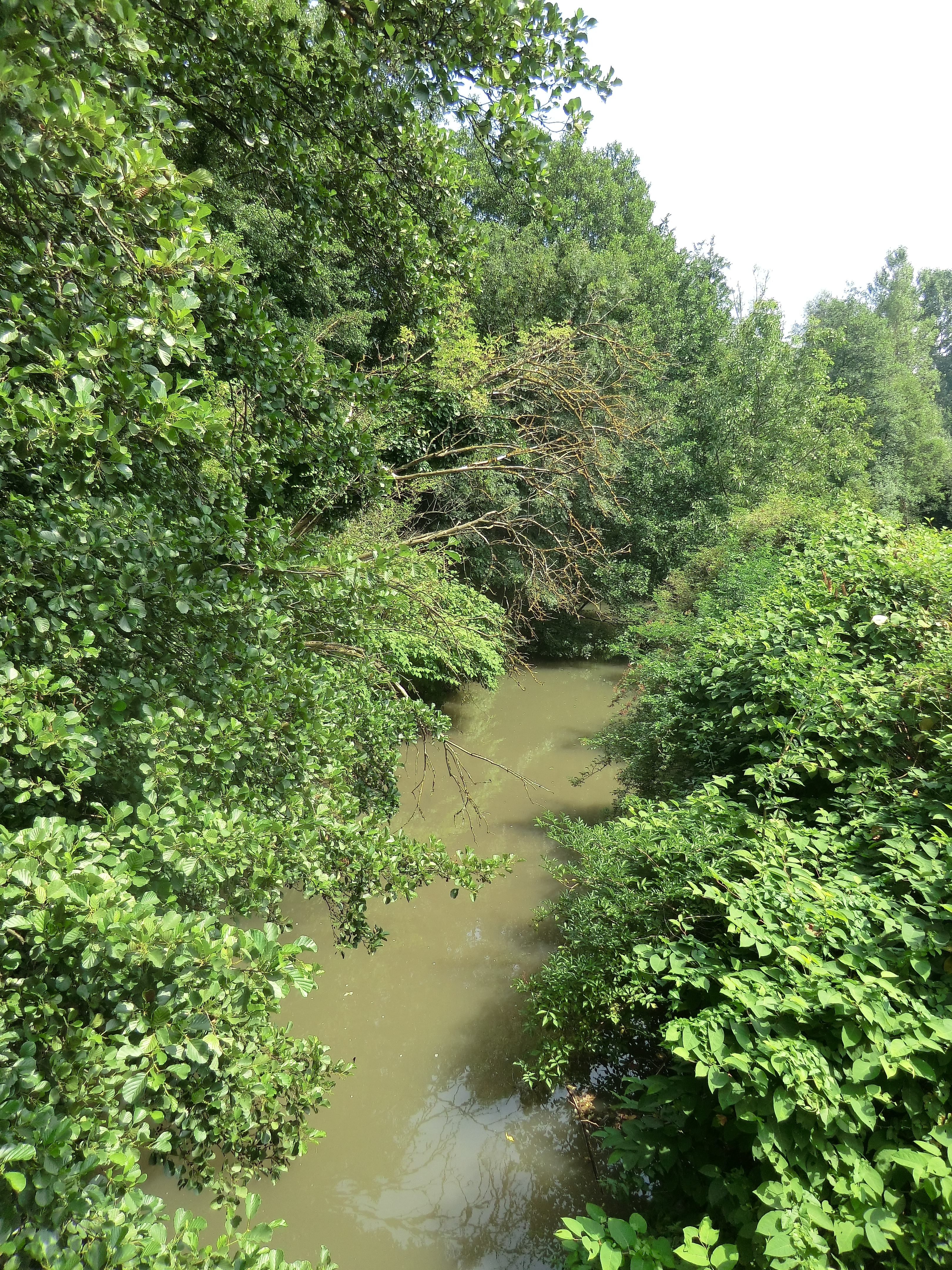
Le Formans à Saint-Didier-de-Formans.

Le Formans, ainsi que son principal affluent le Morbier, est un cours d'eau qui fait le lien entre les étangs de la Dombes et la vallée de la Saône. Il est issu de plusieurs plans d'eau situés sur les communes de Savigneux, Saint-Jean-de-Thurigneux et Ambérieux-en-Dombes à 300 m d'altitude. C'est le point haut de son bassin d'alimentation. Le Morbier prend naissance dans des étangs situés sur la commune de Civrieux à la limite de Saint-André-de-Corcy. Sa longueur est de 16,9 km.
Le Formans, après s'être appelé ruisseau la Pierre, collecte d'autres affluents (ruisseau de Fond Blanc, ruisseau de l'Orme ...), traverse Ars-sur-Formans et Misérieux pour confluer avec le Morbier à Sainte-Euphémie. 
Le Morbier (Bief Mort/Bief Lent) traverse Rancé et Toussieux, collecte les eaux des ruisseaux de Vignol et Caillates, passe au sud de Misérieux pour gagner le Formans à Sainte-Euphémie.
La confluence en rive gauche du Morbier est le point le plus remarquable du cours d'eau. Le Morbier est canalisé par un mur-digue jusqu'à une grande écluse qui donne naissance à un petit bief naguère utilisé l'industrie mouturière. Le Formans (Folmoda vers 980, Formoans XIIIe s.) prend alors toute son ampleur. Il poursuit sa route à travers la commune de Saint-Didier-de-Formans puis sépare le sud de Saint-Bernard et le nord de Trévoux pour gagner la Saône. Son embouchure est située à 170 m d'altitude.

### Communes et cantons traversés
Dans le seul département de l'Ain, le Formans traverse les huit communes suivantes, de Savigneux, Ambérieux-en-Dombes, Saint-Bernard, Trévoux, Saint-Didier-de-Formans, Sainte-Euphémie, Misérieux, Ars-sur-Formans.

### Toponymes
Le Formans a donné son hydronyme aux deux communes de Saint-Didier-de-Formans et Ars-sur-Formans.

### Bassin versant
Le Formans traverse une seule zone hydrographique La Saône du Formans inclus au Grand Ruisseau (U470) de 29 092 km2 de superficie.
https://www.openstreetmap.org/copyright

### Organisme gestionnaire
Une association gère le Formans.

## Affluents
Le Formans a trois tronçons affluents référencés :
- le ruisseau de l'Orme,
- le ruisseau de Fond Blanc,
- le Morbier (rg), avec trois affluents :
  - le ruisseau de la Place,
  - le ruisseau de la Caillate,
  - le ruisseau de Vignoles

Donc son rang de Strahler est de trois.

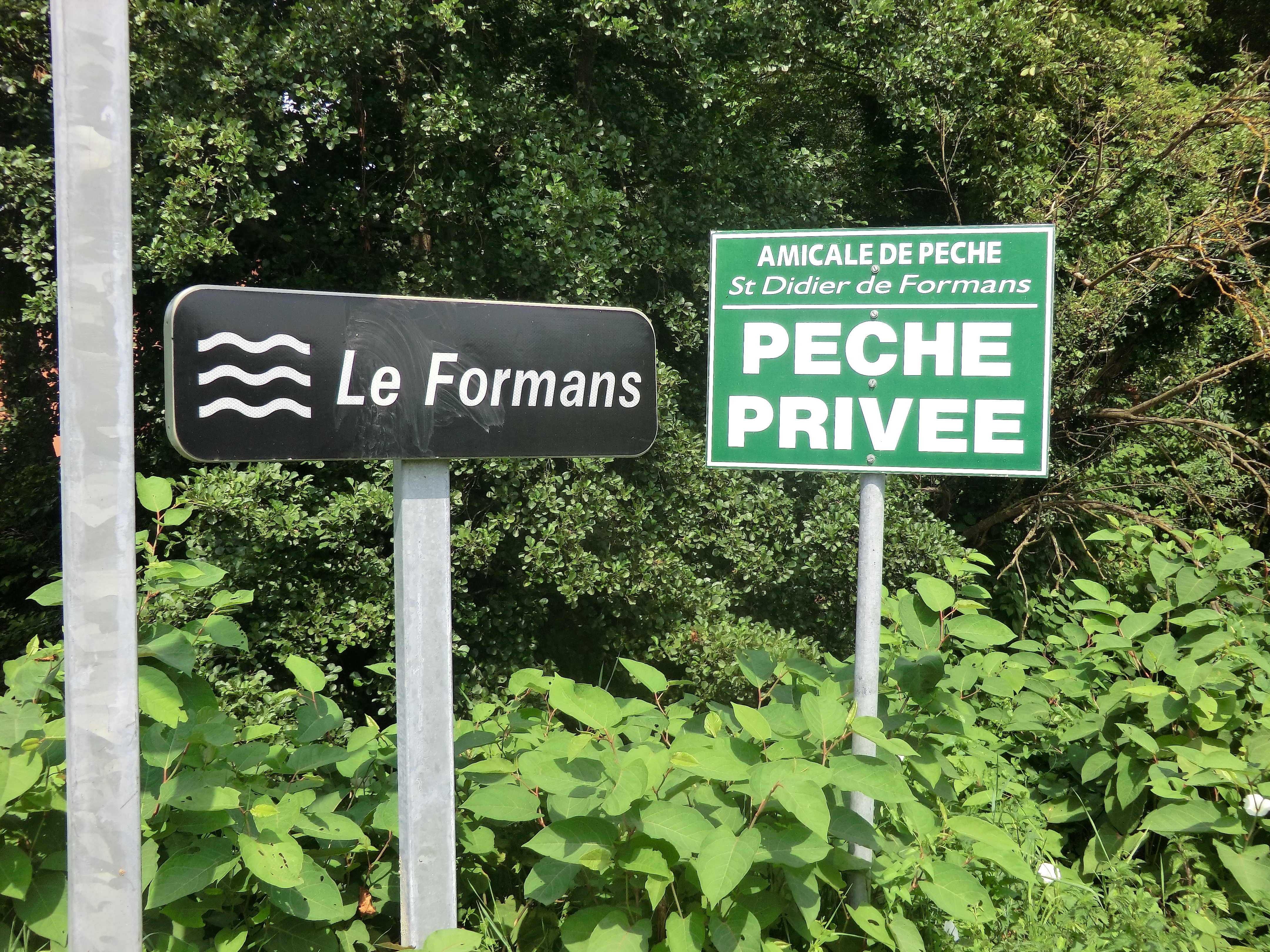
Panneau à Saint-Didier-de-Formans.